# Bombylius pallidipilus
Bombylius pallidipilus är en tvåvingeart som beskrevs av Greathead 1967. Bombylius pallidipilus ingår i släktet Bombylius och familjen svävflugor. Inga underarter finns listade i Catalogue of Life.